# Przezdrowice

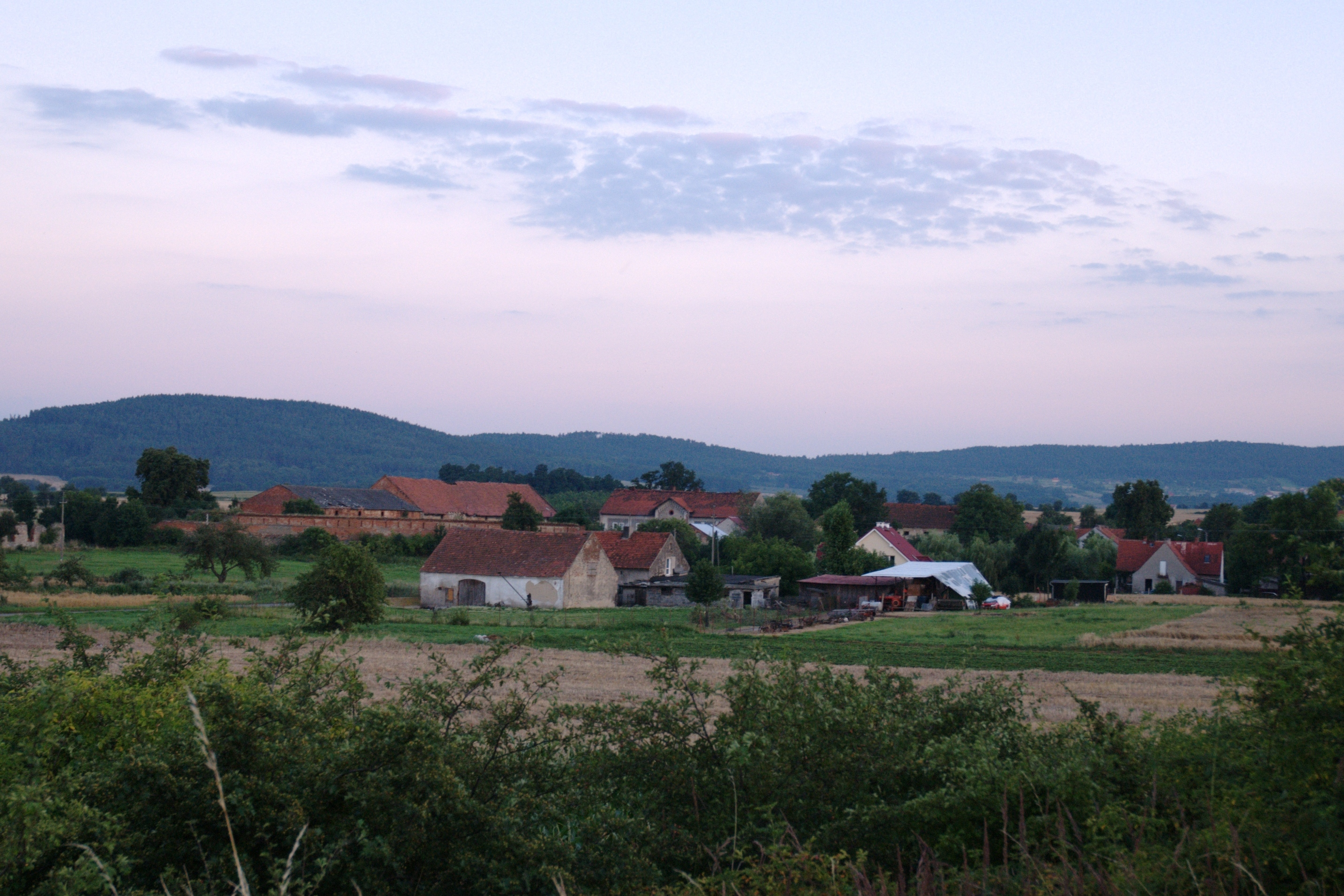
Przezdrowice

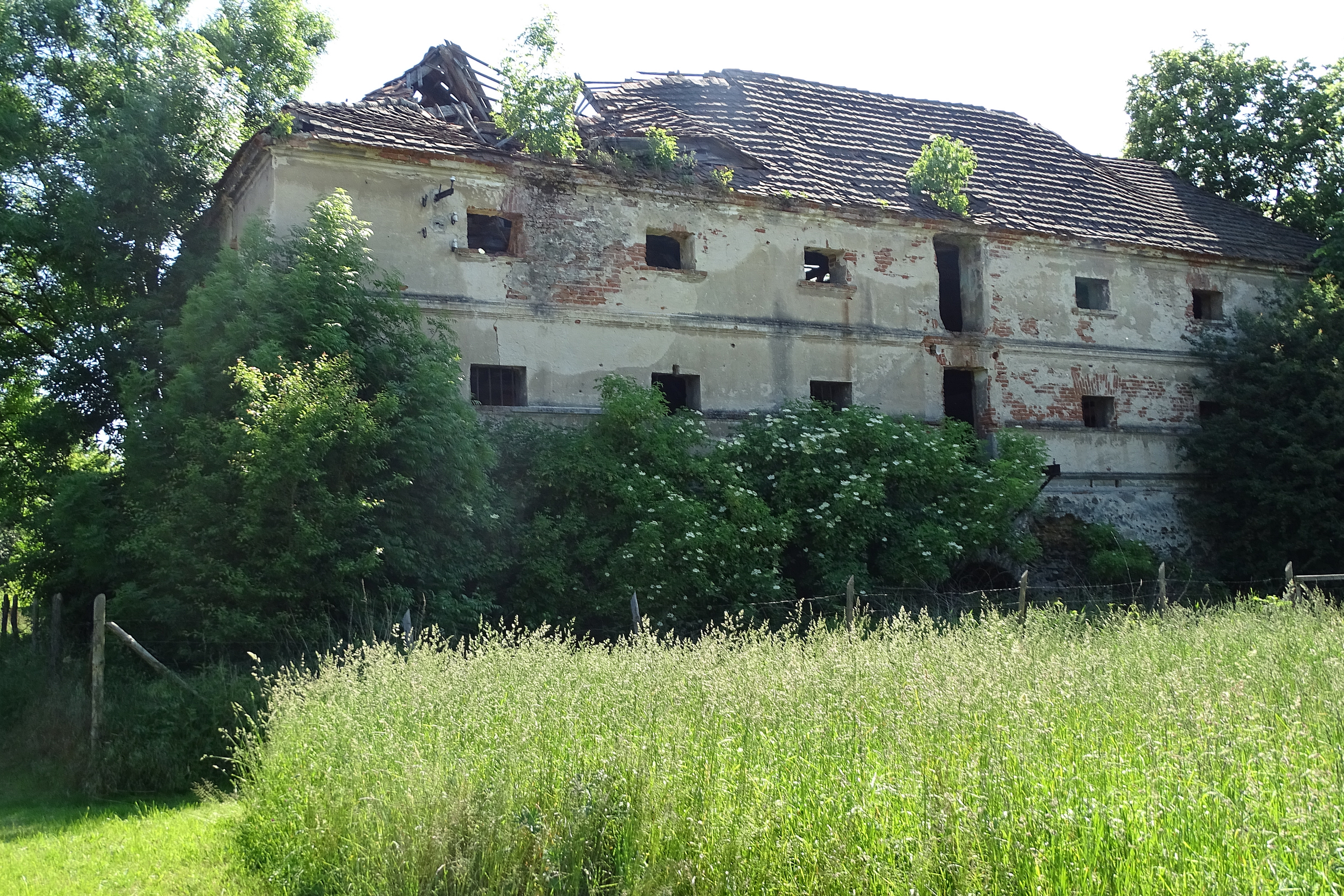
Getreidespeicher

Przezdrowice (deutsch Prschiedrowitz, 1937–1945 Silinghain) ist ein Dorf der Stadt- und Landgemeinde Sobótka (Zobten) im Powiat Wrocławski (Kreis Breslau) der Woiwodschaft Niederschlesien in Polen.

## Lage
Nachbarorte sind Strzegomiany (Striegelmühle) im Westen, Sobótka (Zobten am Berge) im Nordwesten, Będkowice (Bankwitz) im Südwesten, Księginice Małe (Klein Kniegnitz) im Süden, Kunów (Kuhnau) und Nasławice (Naselwitz) im Nordosten und Świątniki (Schwentnig) im Südosten. 

## Geschichte
Archäologische Funde belegen eine Besiedlung seit der Bronzezeit. Der Ort erscheint urkundlich 1370 als "Przedrwicz". Territorial gehörte er zunächst zum piastischen Herzogtum Brieg, das seit 1329 ein Lehen der Krone Böhmen war. Nach dem Tod des Herzogs Georg Wilhelm fiel Prschiedrowitz zusammen mit dem Herzogtum Brieg 1675 durch Heimfall an Böhmen zurück. Besitzer von Prschiedrowitz waren: Nickel Schenck von Kauer, 1553 Georg, Bernhard und Christoph Gellhorn, Ende des 16. Jahrhunderts war Leonhard von Gellhorn im Eigentum von Schwentnig und Prschiedrowitz, darauf folgte sein Sohn gleichen Namens. Beide Orte bildeten früher eine Majoratsherrschaft. Zu Beginn des 17. Jahrhunderts besaß Heinrich von Peterswaldau das Gut. In den 1650er Jahren erhielt Zdenco Hovara von der Berka von Dubá das Lehen, worauf sich dort Exulanten aus Böhmen ansiedelten. 1717 erwarb Friedrich Freiherr von Sandresky die Liegenschaft. 1740 wurden sie von seinen Erben an Friedrich Freiherr von Zedlitz auf Wilkau veräußert.
Nach dem Ersten Schlesischen Krieg fiel Prschiedrowitz 1741/42 mit dem größten Teil Schlesiens an Preußen. 1785 zählte der Ort ein herrschaftliches Vorwerk, eine Wassermühle, 18 Gärtner, drei Häusler und 147 Einwohner. 1845 bestand das Dorf im Besitz Carl Eduards Graf von Zedlitz aus 33 Häusern, einem herrschaftlichen Vorwerk, 196 überwiegend evangelische Einwohnern (12 katholisch), evangelische Kirche zu Klein-Kniegnitz, katholische Kirche zu Naselwitz, eine Windmühle, vier Handwerker und vier Händler. Prschiedrowitz gehörte bis 1932 zum Landkreis Nimptsch und wurde darauf dem Landkreis Reichenbach zu geschlagen, mit dem es bis 1945 verbunden blieb. 
1937 erfolgte die Umbenennung in Silinghain. Nach Ende des Zweiten Weltkriegs fiel der Ort mit dem größten Teil Schlesiens an Polen. Die Polen führten für die Ortsbezeichnung Przezdrowice ein. Die deutschen Einwohner wurden – sofern sie nicht vorher geflohen waren – vertrieben. Die neu angesiedelten Bewohner stammten teilweise aus Ostpolen, das an die Sowjetunion gefallen war.

## Sehenswürdigkeiten
- Der ruinöse Getreidespeicher wurde auf den Überresten eines früheren Wasserschlosses erbaut.[4]